# Rhégnidas
Rhégnidas (starořecky Ῥηγνίδας, Rhégnidas, latinsky Rhegnidus) je v řecké mytologii syn a nástupce sikyónskeho krále Falka.
Když sikyónský král Rhégnidas nastoupil po smrti svého otce Falka na trůn, vystrojil vojenskou výpravu proti peloponésskému městu Fleious, které ještě nebylo pod nadvládou Dórů. Ještě před připravovaným útokem dal král Rhégnidas obyvatelům města návrh, že pokud se vzdají a přijmou ho za svého krále, mohou si ponechat svůj majetek.
I když Hippasos a jeho přívrženci vybízeli, aby nabídku Dórů nepřijali a město bránili, většina obyvatel se přiklonila k návrhu krále Rhégnida a Hippasos a jeho stoupenci byli nuceni z obavy o svůj život uprchnout na ostrov Samos.
Starověký autor Eusebios z Kaisareie ve svém seznamu sikyónských králů Rhégnida neuvádí, ale píše, že po vládě posledního 26. sikyónského krále Zeuxippa, moc ve státě převzali kněží boha Apollóna Karneios.